# Louis-François-Armand du Plessis, vévoda de Richelieu
Louis-François-Armand de Vignerot du Plessis, 3. vévoda de Richelieu, 8. vévoda de Fronsac, známý též jako Maréchal de Richelieu (Louis François Armand de Vignerot du Plessis, duc de Richelieu et de Fronsac, prince de Mortagne, marquis du Pount Courlay, comte de Cosnas, baron de Barbezieux, baron de Cozes et de Saujon) (13. března 1696, Paříž, Francie – 8. srpna 1788, Paříž, Francie) byl francouzský dvořan, vojevůdce a diplomat, praprasynovec slavného kardinála Richelieua. Jako dědic vévodských titulů byl od roku 1715 francouzským pairem a po celou dobu vlády Ludvíka XV. patřil k vlivným osobnostem královského dvora. Pro svůj nevázaný život provázený skandály a milostnými aférami byl zosobněním mravního úpadku vysoké šlechty v předrevoluční Francii. Přes nedostatečné vzdělání se však zároveň prosadil jako úspěšný diplomat a vojevůdce, v roce 1748 dosáhl hodnosti maršála Francie a za sedmileté války byl vrchním velitelem francouzských vojsk v Německu. Byl členem Francouzské akademie a nositelem nejvyššího francouzského vyznamenání, Řádu sv. Ducha. Jeho vnuk Armand-Emmanuel de Vignerot du Plessis, 5. vévoda de Richelieu (1766–1822), byl po skončení napoleonských válek dvakrát francouzským ministerským předsedou (1815–1818, 1820–1821).

## Mládí

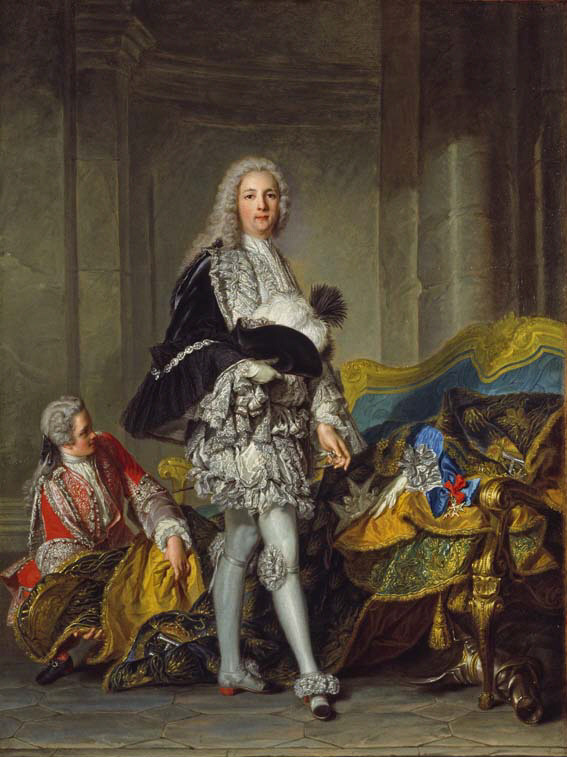
Vévoda Armand du Plessis de Richelieu (1732, Wallace Collection, Londýn)

Pocházel z významné francouzské šlechtické rodiny, byl praprasynovcem kardinála Richelieua a synem admirála Armanda du Plessis, 2. vévody Richelieua (1629–1715). V mládí byl kvůli různým deliktům celkem třikrát vězněn v Bastile, naposledy v roce 1719 za účast na španělském spiknutí proti regentu Filipovi Orleánskému. Mezitím po otci zdědil rodový majetek a vévodské tituly (1715). Ačkoliv nedosáhl žádného vzdělání a ani neovládal francouzskou gramatiku, v roce 1720 byl zvolen členem Francouzské akademie. V letech 1725–1729 byl vyslancem ve Vídni, v roce 1729 obdržel Řád sv. Ducha. Války o polské dědictví se zúčastnil jako plukovník (tuto hodnost získal v roce 1718), v roce 1741 byl již generálporučíkem a bojoval ve válce o rakouské dědictví, mezitím se stal generálním pobočníkem Ludvíka XV. a od roku 1743 byl prvním královským komorníkem. Vyznamenal se v prohrané bitvě u Dettingenu (1743), později byl jedním z velitelů ve vítězné bitvě u Fontenoy a v roce 1748 dosáhl hodnosti maršála Francie. Mezitím na přelomu let 1746–1747 pobýval v Drážďanech, kam doprovázel dauphina Ludvíka při příležitosti jeho sňatku se saskou princeznou Marií Josefou. Richelieu v Sasku vyvinul diplomatickou aktivitu s cílem uzavřít separátní mír mezi Francií a Rakouskem. Na konci války o rakouské dědictví proslul obranou Janova proti rakouským vojskům a následně obdržel šlechtický titul v Janovské republice. Mimo jiné byl v letech 1738–1755 guvernérem a velitelem v Languedocu a od roku 1755 v Guyenne.

## Sedmiletá válka

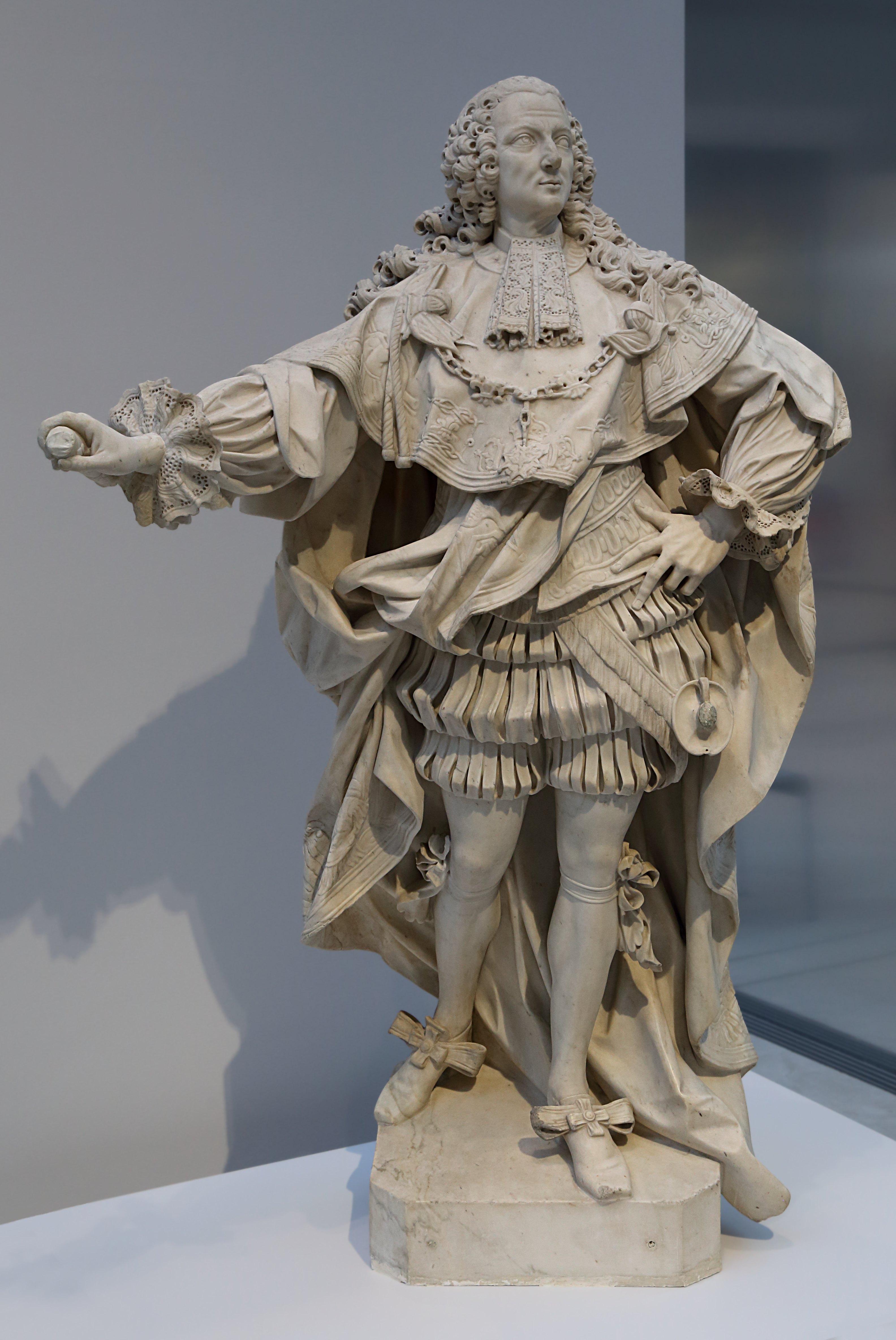
Maršál vévoda de Richelieu s dekorací Řádu sv. Ducha (1748, Louvre)

Jako přední francouzský vojevůdce se zúčastnil sedmileté války. Hned v jejím počátku se mu podařilo obsadit ostrov Menorca a po ovládnutí pevnosti Port Mahon uspořádal hostinu, na níž se podle tradice poprvé podávala studená omáčka ze smetany a vajec, podle jména Mahon nazvaná mahonnaise (majonéza). V roce 1757 byl pověřen velením vojenského sboru, který měl ulehčit Praze od pruského obléhání, po rakouském vítězství u Kolína se ale pruský král Fridrich II. stáhl z Čech. Richelieu se přesunul do Německa, kde převzal vrchní velení Grande Armée namísto maršála d'Estrées, který podle názoru francouzských ministrů postupoval příliš pomalu. Richelieu následně uzavřel separátní příměří s britským vrchním velitelem vévodou z Cumberlandu (příměří z Kloster Zevenu 10. září 1757) a obsadil Hannoversko. Zde setrval půl roku a výrazně se obohatil na válečných kontribucích. Ze svých válečných zisků si pak v Paříži nechal postavit palác známý jako Hannoverský pavilón (Pavillon de Hanovre). V roce 1758 byl osloven přímo pruským králem Fridrichem II. s návrhem na příměří mezi Francií a Pruskem. S případným ukončením francouzsko-rakouského spojenectví ale nesouhlasil francouzský dvůr a Richelieu dostal příkaz zdržet se dalších akcí z vlastní iniciativy. Krátce poté byl z Německa odvolán zpět do Francie.
V závěru sedmileté války bylo oslabeno jeho postavení u dvora, protože se dostal do konfliktu s královou milenkou markýzou de Pompadour. Později navázal vzájemně prospěšné přátelství s poslední milenkou Ludvíka XV. hraběnkou du Barry. Po nástupu Ludvíka XVI. opět ztratil vliv a od té doby žil v soukromí. Již za svého života proslul nevázaným milostným životem, přes četné skandály si ale uchoval celoživotní přízeň Ludvíka XV., u jehož dvora byl oblíben jako autor vtipných bonmotů. Paměti (Mémoires du maréchal duc de Richelieu) vydané krátce po jeho smrti v devíti svazcích (1790–1793) jsou dnes považovány za literární podvrh, až další Paměti (Mémoires autentiques du maréchal de Richelieu) z roku 1869 prokazatelně pracovaly s archivními prameny.

## Manželství a potomstvo
Byl třikrát ženatý, poprvé se oženil v roce 1711 jako čtrnáctiletý proti své vůli s Anne Catherine Noailles (1694–1716) z významné šlechtické rodiny. Anne Catherine zemřela o několik let později a z jejich manželství se nenarodily žádné děti. Až téměř dvacet let po ovdovění se Richelieu podruhé oženil s Elisabeth Sophií de Lorraine (1710–1740), která byla původně zasnoubena s knížetem Pavlem Antonínem Esterházym. Z tohoto manželství pocházel jediný syn Louis Antoine de Vignerot du Plessis (1736–1791), který byl dědicem obou vévodských titulů. O čtyři roky později se ještě narodila dcera Jeanne Sophie (1740–1773), provdaná za generála Casimira Pignatelliho (1727–1801). Potřetí se maršál Richelieu oženil v roce 1780 s Jeanne de Lavaulx (1734–1815), s níž se znal již několik let předtím.